# Epidius ganxiensis
Epidius ganxiensis là một loài nhện trong họ Thomisidae.
Loài này thuộc chi Epidius. Epidius ganxiensis được Chang-Min Yin, Peng & Joo-Pil Kim miêu tả năm 1999.